# Chrysler Windsor
La Chrysler Windsor est une voiture full-size qui a été construite par le constructeur automobile américain Chrysler de 1939 jusqu'aux années 1960. La dernière Chrysler Windsor vendue aux États-Unis a été produite en 1961, mais la production au Canada s'est poursuivie jusqu'en 1966. Le modèle Windsor canadien de 1961 à 1966 était à toutes fins utiles l'équivalent de la Chrysler Newport des États-Unis.
La Windsor été positionnée au-dessus de la Royal d'entrée de gamme de 1939 à 1950. Avec la disparition de la Royal pour l'année modèle 1951, la Windsor est devenue la leader des prix des Chrysler jusqu'en 1960. Pour l'année modèle 1961, la Chrysler Newport est devenue la leader des prix de la marque avec la Windsor positionnée un niveau au-dessus de la Newport. Chrysler a remplacé le nom de Windsor en 1962 avec l'introduction de la Chrysler 300 non-lettrées[Quoi ?].

## 1939-1942
La Windsor est sortie pour la première fois en 1939 en tant que modèle junior de la plus grosse Chrysler New Yorker. En 1940, la Windsor est venue en versions à empattement long ou court en tant que berline 6 places, coupé 6 places, cabriolet, berline Victoria ou berline 8 places. Nouveau cette année été les faisceau de phares scellés. La Windsor utilisée une suspension avant indépendante, des freins de 11" et un cadre de type poutre en X.
Nouveau en 1941, le Windsor Six Town and Country, un véhicule de type break conçu par David A. Wallace, qui était à l'époque président de Chrysler. Les phares antibrouillard et les pare-chocs avant étaient en option.
La production a pris fin en janvier 1942, car toutes les sociétés automobiles des États-Unis sont passées à la production de guerre. Le design d'après-guerre a été annoncé en 1942, les ailes étant mieux intégrées à la carrosserie.

## 1946-1948
Après la guerre, la Windsor a été remise en production. Elle était similaire aux modèles de 1942. Les nouvelles choses inclus un signal d'avertissement de frein à main qui avertit que le frein à main n'est pas complètement relâché et une nouvelle calandre. La capacité du réservoir était de 64 L. Il y avait une instrumentation complète.
La Windsor représente 62,9 % des ventes de l'entreprise.

## 1949-1952
En 1949, pour le 25e anniversaire de Chrysler, les Chrysler Windsor ont été repensées, mais le style était plus "carré" que celui de la concurrence. Nouveau cette année, un tableau de bord rembourré avec du caoutchouc éponge pour plus de sécurité,. Les Chrysler de 1949 à 1952 ont continué les voitures avec finitions Highlander qui ajouté un intérieur garni d'un tissu et de cuir tartan, disponible sur toutes les carrosseries sauf le break. Les Highlander sont livrés avec la plupart des options standard, y compris les enjoliveurs complets et la radio,.
En 1950, la Windsor Traveller Sedan a été réintroduite, mais n'a duré qu'un an. La Windsor avait toujours une instrumentation complète. La carrosserie coupé à toit rigide «Windsor Newport», pouvant accueillir six personnes et dotée d'une lunette arrière enveloppante en trois pièces, était nouvelle pour l'année et réservée aux Windsor et New Yorker.
1951, la Royal est abandonnée et la Windsor devient la voiture à bas prix de Chrysler. La calandre coûteuse de style caisse à œufs a été supprimée au profit de métal peint et de deux larges bandes chromées. La Windsor DeLuxe avait une horloge électrique en standard, tandis que les fenêtres électriques étaient en option. Dans le numéro de septembre 1951 de Popular Mechanics, les lecteurs ont rapporté avoir obtenu une moyenne de 16,7 L/100 km avec la Windsor et 98 % ont déclaré aimer le tableau de bord rembourré.
Peu de choses ont changé en 1952. Les freins assistés étaient de série sur la berline Windsor DeLuxe à 8 places.

## 1953-1954
En 1953, la Chrysler Windsor (avec le reste de la gamme Chrysler) a obtenu une nouvelle tôle et enfin un pare-brise incurvé en une seule pièce. La direction assistée était une option de 177 $.
Pour 1954, la Windsor de base a été abandonnée et il ne restait plus que la Windsor DeLuxe. La calandre était neuve. Un sondage de Popular Mechanics auprès des propriétaires de Chrysler a révélé que la caractéristique la plus appréciée des propriétaires de Windsor était la conduite confortable (53 %), suivie de la facilité de manipulation.

## 1955-1956
En 1955, toutes les voitures Chrysler ont été entièrement redessinées avec le style de Virgil Exner, partageant quelques similitudes visuelles avec la toute nouvelle Imperial qui est devenue sa propre division.
Le style de la Windsor était plus arrondi et comportait des pare-brise enveloppants. Le mot DeLuxe a de nouveau été ajouté à la Windsor. Le dégagement pour la tête à l'avant était de 89 cm. Le rapport d'essieu arrière pour le modèle à boîte manuelle à 3 vitesses était de 3,73. La Windsor représentait 64,72 % des ventes de Chrysler.
Pour 1956, le restylage "Forward Look" est sorti, introduisant les premiers ailerons de requin sur une voiture Chrysler. Les garnitures intérieures sont essentiellement restées les mêmes, bien qu'un nouveau lecteur de phonographe Highway Hi-Fi soit une nouvelle option sur la Windsor.
L'édition de 1956 pour le marché canadien comprenait le moteur V8 Poly Plymouth 303, le même que celui utilisé dans la Plymouth Fury et la Dodge Custom Royal canadienne.

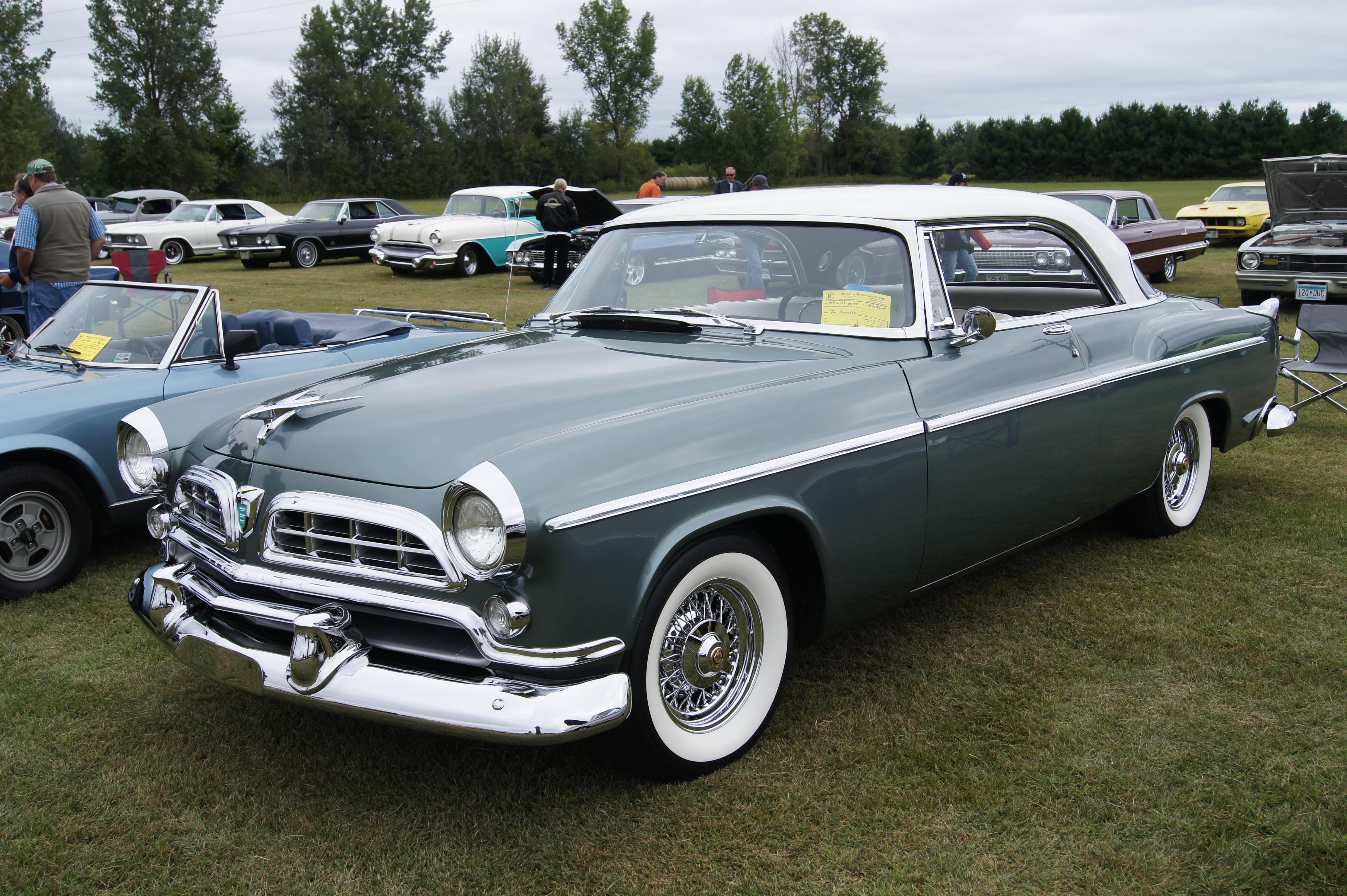
Chrysler Windsor coupé hardtop.

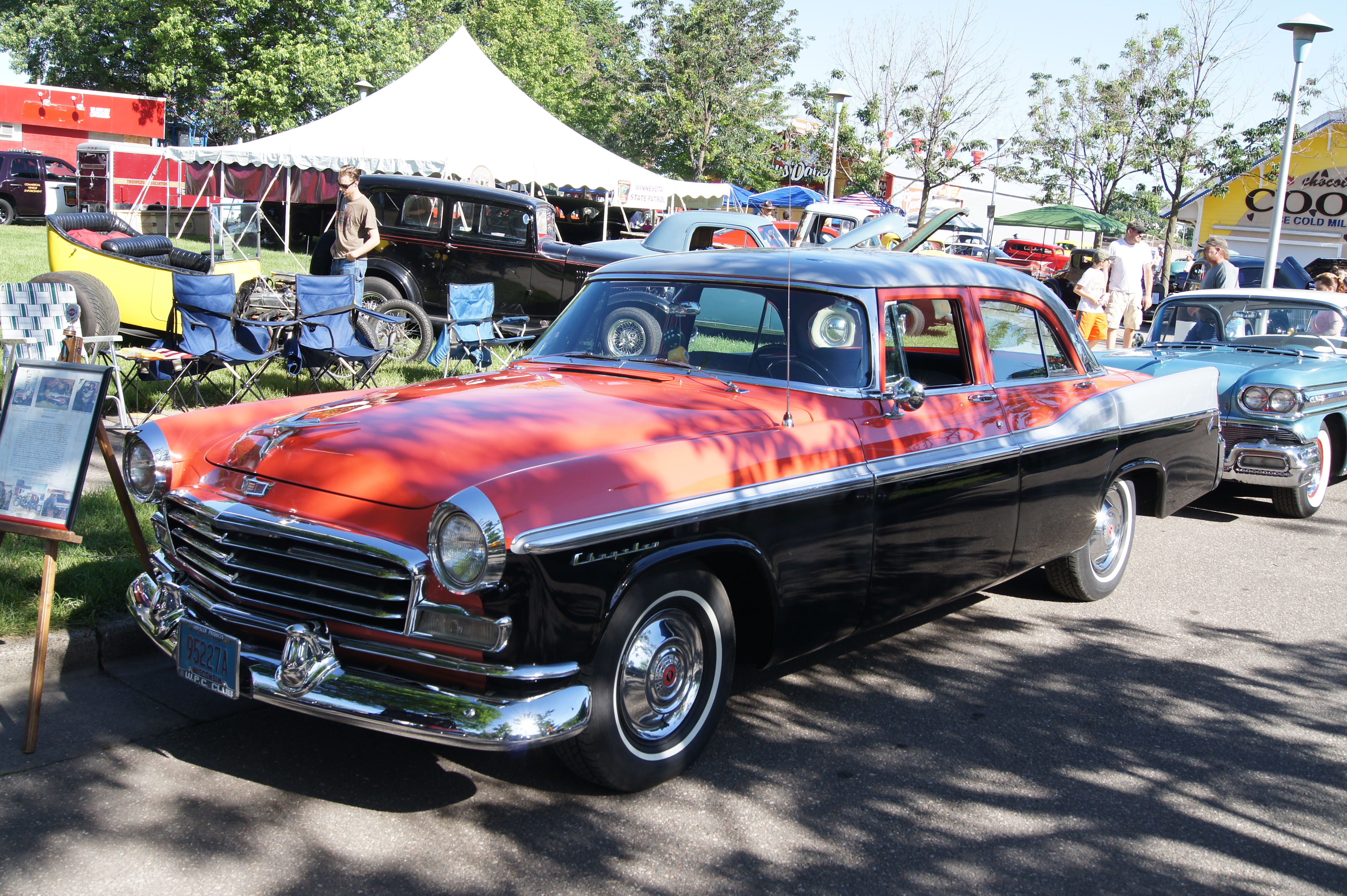
Chrysler Windsor de 1956 4 portes.

## 1957-1958
Pour 1957, les voitures Chrysler, y compris la Windsor, ont été redessinées. Cette fois, avec des ailerons plus hauts avec des feux arrière verticaux, des montants C plus fins et un pare-chocs avant enveloppant. À la mi-année, les doubles phares sont devenus la norme. Le dégagement à la tête avant est passé à 91 cm. L'équipement de sécurité était facultatif sur la Windsor. Malheureusement pour Chrysler, les voitures de 1957 étaient en proie à des problèmes de qualité, comme la rupture des suspensions des barres de torsion et la rouille.
En 1958, la Windsor (LC1-L) a été déplacée vers le châssis Firesweep de Dodge / DeSoto de 3 100 mm. La Windsor canadienne utilisait toujours le châssis plus long de 3 200 mm et était essentiellement une Saratoga (LC2-M) rebadgée, un modèle qui n'était pas vendu au Canada cette année. Nouveau cette année pour toutes les voitures Chrysler, le nouveau régulateur de vitesse "Auto-Pilot". Il avait deux caractéristiques. L'une était la fonction d'avertissement de vitesse, le conducteur tournait le bouton pour définir une certaine vitesse. Ensuite, lorsque le conducteur commençait à dépasser la vitesse, une pression se faisait sentir dans la pédale, informant le conducteur qu'il allait trop vite. L'autre caractéristique était le régulateur de vitesse réel. Il été activé en appuyant sur le bouton de réglage de la vitesse. La Windsor représentait 42,36 % des ventes de Chrysler en 1958.

## 1959-1961
En 1959, Chrysler a commencé à annoncer les nouveaux moteurs à tête biseautée "B" de la voiture, nommé "Golden Lions" et les voitures nommé "Lion Hearted". Le moteur RB 383 produisait 309 ch (227 kW) avec un carburateur double corps. Des lions étaient utilisés dans la publicité et les voitures avaient des emblèmes de lion sur les portes avant et sur les culasses. La climatisation était une option de 510 $.
Les voitures construites au Canada n'ont pas reçu le nouveau moteur RB 383, mais étaient équipées du moteur « Low Block » de 5,9 L utilisé par les Dodge et les DeSoto aux États-Unis. Ainsi, les Windsor canadiennes n'ont pas obtenues les décorations «Golden Lion»; au lieu de cela, elles étaient équipées de trois crêtes dorées sur les portes d'entrée. Le moteur B 361 produisait 299 ch (220 kW) avec un double carburateur. Les cabriolets et les break étant importés des États-Unis, ils n'ont pas reçu de spécifications différentes. Les brochures des Chrysler américaines de 1959 montrent en fait que cette triple crête est montée sur la porte avant, le "Golden Lion" apparaissant sur les ailes arrière à la place, mais ce n'est pas ainsi que le produit fini est apparu.
En 1960, toutes les voitures Chrysler ont un châssis monocoque. Un nouveau frein de stationnement a également été utilisé et les freins de la Windsor étaient des tambours de 11".
En 1961, toutes les voitures Chrysler ont été repensées. Sur la Windsor, l'équipement standard comprenait un allume-cigare, des lampes de lecture et, pour 1961, un tableau de bord se sécurité rembourré. 1961 était la dernière année de la Windsor aux États-Unis.

### Modèles canadiens de 1961 à 1966
La production d'un modèle Chrysler Windsor s'est poursuivie au Canada jusqu'à l'année modèle 1966 inclus.